# هدكة
هَدَكَة أو لِتُسترومَة (الاسم العلمي: Leptostroma)، جنس فطور مجهرية من فصيلة الرثمية ورتبة الرثميات. جميع أنواعه رمية لا مؤذية.